# Hany Ramzy
Hany Ramzy (Caïro, 10 maart 1969) is een Egyptisch voormalig betaald voetballer die doorgaans als verdediger speelde. Hij speelde van 1987 tot en met 2006 voor achtereenvolgens Al-Ahly, Neuchâtel Xamax FC, Werder Bremen, 1. FC Kaiserslautern en 1. FC Saarbrücken. Daarnaast kwam hij 124 keer uit voor het Egyptisch voetbalelftal.
Op 12 november 2012 raakte bekend dat hij technisch directeur annex hoofdtrainer werd van SK Lierse. In maart 2013 zette hij een stap terug als hoofdtrainer.